# Racconti dall'isola
Racconti dall'isola (The Blythes Are Quoted) è un libro di Lucy Maud Montgomery completato verso la fine della sua vita, ma mai pubblicato interamente fino al 2009. Si tratta dell'undicesimo libro della serie di Anna dai capelli rossi. La saga segue la vita della protagonista Anne Shirley, apparsa per la prima volta nel primo e più conosciuto romanzo della serie Anna dai capelli rossi.

## Struttura dell'opera
Il libro sperimenta la fusione di quindici racconti, quarantuno poesie e numerose illustrazioni di Anna e dei membri della sua famiglia che discutono le sue poesie. Il libro è ambientato in una piccola città dell'Isola del Principe Edoardo (Glen St. Mary) ed è diviso in due parti: la prima segue gli eventi precedenti alla prima guerra mondiale, la seconda parla degli incidenti dopo la guerra fino all'inizio della seconda guerra mondiale.

## Pubblicazione e riscoperta dell'opera
Venne pubblicato per la prima volta in versione ridotta con il titolo di The Road to Yesterday nel 1974, più di trent'anni dopo che l'opera era stata sottoposta all'editore. Nella versione ridotta i racconti furono riorganizzati e accorciati (uno eliminato del tutto), mancavano tutte le vignette e tutte le poesie eccetto una. L'8 aprile 2008 lo studioso Benjamin Lefebvre annunciò che avrebbe pubblicato il libro per la prima volta in versione integrale. Il romanzo è stato tradotto in diverse lingue ed è arrivato in Italia nel maggio 2021 sotto forma di due volumi dal titolo Racconti dall'isola: prima della guerra e Racconti dall'isola: dopo la guerra.

## Edizioni
- Lucy Maud Montgomery, Racconti dall'isola - Prima della guerra, traduzione di Angela Ricci, Gallucci, 2021, ISBN 978-88-362-4142-2.
- Lucy Maud Montgomery, Racconti dall'isola - Dopo la guerra, a cura di Benjamin Lefebvre, traduzione di Angela Ricci, Gallucci, 2021, ISBN 978-88-362-4349-5.